# توقيت غرب أوروبا
| أزرق فاتح | توقيت غرب أوروبا / توقيت غرينيتش (UTC)                                         |
| أزرق      | توقيت غرب أوروبا / توقيت غرينيتش (UTC)                                         |
| أزرق      | توقيت غرب أوروبا الصيفي / توقيت بريطانيا الصيفي / توقيت أيرلندا الرسمي (UTC+1) |
| أحمر      | توقيت وسط أوروبا (UTC+1)                                                       |
| أحمر      | توقيت وسط أوروبا الصيفي (UTC+2)                                                |
| أصفر      | توقيت شرق أوروبا / توقيت كالينينغراد (UTC+2)                                   |
| ذهبي      | توقيت شرق أوروبا (UTC+2)                                                       |
| ذهبي      | توقيت شرق أوروبا الصيفي (UTC+3)                                                |
| أخضر      | توقيت موسكو / توقيت تركيا (UTC+3)                                              |
| فيروزي    | توقيت أرمينيا / توقيت أذربيجان / توقيت جورجيا (UTC+4)                          |

توقيت غرب أوروبا (WET, UTC±00:00) هو منطقة زمنية تغطي أجزاء من أوروبا الغربية والشمالية الغربية. البلدان والمناطق التالية تستخدم WET في أشهر الشتاء:
- جزر الكناري: منذ 1 مارس 1922م (بقية إسبانيا UTC+01:00).
- جزر فارو: منذ 1908م.
- شمال شرق جرينلاند
- آيسلندا: منذ 1968م
- البرتغال: منذ عام 1912 مع توقف (باستثناء جزر الأزور UTC-1)
- ايرلندا: منذ عام 1916، إلا في 1968-1971.
- المملكة المتحدة وتوابعها وجزر القنال وجزيرة مان. ومن المعروف قانونا أن غرينتش من ضمن بريطانيا والتي هي مركز التوقيت العالمي كان توقيتها هو المستخدم في انكلترا واسكتلندا وويلز منذ عام 1847، وايرلندا الشمالية منذ عام 1916. تم تجربة مناطق زمنية مختلفة لفترات قصيرة خلال هذه السنوات.

جميع الدول التي في الأعلى ماعدا آيسلندا تقوم بتأخير التوقيت في أشهر الصيف ساعة عن توقيت جرينتش وهو مايسمى توقيت غرب أوروبا الصيفي (WEST,UTC+01.00) ويسمى في بريطانيا بالتوقيت الصيفي البريطاني.